# Абдрахманов, Мансур Ибрагимович
Мансур Ибрагимович Абдрахманов — советский учёный, доктор философских наук (1959), профессор (1959), заслуженный деятель науки Татарской АССР (1968).

## Биография
Родился в 1912 году в Казани. Член КПСС.
Окончил Казанский педагогический институт.
Участник советско-финской и Великой Отечественной войны: командир 2-й пулемётной роты 793-го стрелкового полка 213-й стрелковой дивизии.
В 1944—1950 гг. — преподаватель кафедры марксизма-ленинизма, в 1950—1953 гг. — декан историко-философского факультета, в 1956—1972 гг. — заведующий кафедрой диалектического и исторического материализма, в 1958—1965 годах одновременно проректор по науке Казанского государственного университета.
Избирался председателем Верховного Совета Татарской АССР (1963—1967). Делегат XXIV съезда КПСС.
Умер в 1972 году в Казани.

## Награды
- Орден Трудового Красного Знамени
- Орден Красной Звезды